# (7663) 1994 RX1
1994 أر أكس 1 (ويعرف أيضًا باسم (7663) 1994 أر أكس 1 وفق تسمية الكوكب الصغير) (بالإنجليزية: 1994 RX1)‏ هو كويكب ضمن حزام الكويكبات؛ وترتيبه 7663 من حيث الاكتشاف.
اكتُشف هذا الجُرم الفلكي بواسطة اليانور إف. هيلين في 2 سبتمبر 1994.

## وصلات خارجية
- (7663) 1994 RX1 في قاعدة بيانات مختبر الدفع النفاث لأجرام النظام الشمسي الصغيرة

- الاكتشاف · مخطط المدار ·  العناصر المدارية · المعلمات المادية

- (7663) 1994 RX1 على موقع ويكي سكاي: DSS2, SDSS, GALEX, IRAS, Hydrogen α, X-Ray, Astrophoto, Sky Map, Articles and images